# Zespół nefrytyczny
Zespół nefrytyczny (łac. syndroma nephriticum) – zespół objawów klinicznych charakterystyczny dla uszkodzenia śródbłonka kapilar kłębuszków nerkowych, spowodowanego zapaleniem nerek. Najczęściej stanowi manifestację kłębuszkowego zapalenia nerek. W jego przebiegu występują specyficzne symptomy, do których zaliczamy białkomocz (najczęściej ≤3,5 g/d), uogólnione obrzęki, nadciśnienie tętnicze, oligurię oraz obecność „aktywnego“, czyli bogatokomórkowego osadu moczu (krwinkomoczu, wałeczkomoczu i ropomoczu). Dla porównania, w zespole nerczycowym objawy wynikają przede wszystkim z utraty białka z moczem na poziomie przekraczającym 3,5 g/d oraz brak jest krwiomoczu.

## Objawy
- krwinkomocz (obecność czerwonych krwinek w moczu[5])
- białkomocz mniejszy bądź równy 3,5 g/dobę, choć w rzadkich przypadkach przekroczyć może nawet 10 g/d[5][6]
- nadciśnienie tętnicze[2][3]
- azotemia (wzrost stężenia osoczowego mocznika i kreatyniny[7])
- skąpomocz (wydalanie moczu poniżej 400 ml/dzień[7])
- uogólnione obrzęki[3]
- aktywny osad moczu (erytrocyty wyługowane i dysmorficzne, wałeczki erytrocytowe i ziarniste[2])
- ropomocz[2]
- zaburzenia widzenia, wynikające z uszkodzenia naczyń siatkówki z powodu nadciśnienia[8]
- kaszel z odkrztuszaniem śluzu lub różowej, pienistej wydzieliny[8]
- skrócenie oddechu[8]
- ogólne uczucie osłabienia, senności, dezorientacji, bolesność różnych okolic ciała[8]

## Przyczyny
Najczęstszą przyczyną zespołu nefrytycznego na podstawie czeskiego rejestru biopsji nerek jest nefropatia IgA (17% wszystkich przypadków). 
Typowymi przyczynami zespołu nefrytycznego u dzieci są:
- nefropatia IgA
- popaciorkowcowe kłębuszkowe zapalenie nerek
- zapalenie naczyń związane z IgA
- zespół hemolityczno-mocznicowy

Do typowych przyczyn zespołu nefrytycznego u dorosłych należą:
- nefropatia toczniowa (toczniowe zapalenie nerek)
- gwałtownie postępujące kłębuszkowe zapalenie nerek
- błoniasto-rozplemowe zapalenie kłębuszków nerkowych
- infekcyjne zapalenie wsierdzia
- krioglobulinemia
- zespół Goodpasture’a
- inne układowe zapalenia naczyń
- zapalenie wątroby typu B i C
- ropień brzuszny
- choroby wirusowe takie jak mononukleoza, odra, świnka
- zespół Alporta[9]
- herpetyczne zapalenie skóry
- celiakia

## Leczenie
Leczenie jest zależne od objawów i choroby leżącej u przyczyny zespołu. Choroby zapalne nerek powinny być leczone lekami immunosupresyjnymi, takimi jak sterydy, inhibitory mTOR (np. sirolimus), leki cytotoksyczne. Plazmaferezy mogą pomóc usunąć krążące w krwiobiegu przeciwciała, uszkadzające kłębuszki nerkowe. Należy monitorować i uzupełniać niedobory elektrolitów, płynów i włączyć leczenie przeciwnadciśnieniowe.

## Klasyfikacja ICD10
| kod ICD10   | nazwa choroby                         |
| ----------- | ------------------------------------- |
| ICD-10: N00 | Ostry zespół nefrytyczny              |
| ICD-10: N01 | Szybko postępujący zespół nefrytyczny |
| ICD-10: N03 | Przewlekły zespół nefrytyczny         |
| ICD-10: N05 | Niesklasyfikowany zespół nefrytyczny  |